# 布利茲基島 (拉普捷夫海)
布利茲基島是俄羅斯的島嶼，位於布爾什維克島以東的拉普捷夫海，屬於北地群島的一部分，由克拉斯諾亞爾斯克邊疆區負責管轄，直徑2公里，最高點海拔高度6米。